# 武汉市电车公司
武汉市电车公司，曾经是武汉市的一家以交通运输为主营业务的国有独资公司。成立于1958年。2002年6月，与原武汉市公共汽车总公司、原武汉市轮渡公司、原武汉市出租汽车公司、原武汉市汽车轮渡管理所和武汉市公用客车厂合并组建武汉市公共交通集团有限责任公司。公司的所有资产和大部分人员现已归武汉市公交集团电车营运公司所有。

## 历史
武汉市电车公司于1958年正式成立，筹建人是时任武汉市公用事业管理局局长的著名企业家周焕章。1959年10月，武汉市电车公司开辟硚口至三民路2路电车线路，是武汉市第一条电车线路。到1980年，电车线路增至4条，运营电车168辆，员工总数2,000余人。1985年，运营电车线路5条（不含两条高峰区间汽车线路），运营车辆277台，客运总量25,767.49万人次。到2000年，电车线路缩减一条，回到4条线路运营的情况。2002年6月，和其他数家公司合并，成立武汉市公共交通集团有限责任公司

## 全国首家集资购买汽车运营的电车公司
1991年，武汉市电车公司打破长期单一经营电车格局,动员员工集资400万元买车投入运营。是全国唯一一家通过集资购买汽车进行运营的电车公司。当年开辟2条中巴车线路。1992年6月，第一条专线（汽车）投入运营。1995年末，武汉市电车公司的专线线路发展到14条，线路长度达278公里，拥有专线汽车278台。